# Vabre-Tizac
Vabre-Tizac korábbi község Franciaországban, Aveyron megyében. Lakosainak száma 393 fő (2018. január 1.). Vabre-Tizac La Bastide-l’Évêque, La Capelle-Bleys, Lescure-Jaoul, Lunac, Saint-Salvadou és La Salvetat-Peyralès községekkel határos.
2016. január 1-jén Saint-Salvadou és La Bastide-l’Évêque korábbi községgel egyesült és az így létrejött Le Bas Ségala új község része lett.

## Népesség
A település népessége az elmúlt években az alábbi módon változott:
| Lakosok száma | 670  | 561  | 536  | 492  | 415  | 433  | 434  | 428  | 398  | 393  |
|               | 1962 | 1968 | 1982 | 1990 | 1999 | 2008 | 2011 | 2013 | 2017 | 2018 |